# Svojkovice (Vysočina)
Svojkovice é uma comuna checa localizada na região de Vysočina, distrito de Jihlava.